# Michel Hmaé
Michel Hmaé (21 de febrero de 1978) es un exfutbolista neocaledonio.
En su carrera ganó trece títulos a nivel de clubes y dos medallas de oro y una de plata en los Juegos del Pacífico con la selección de Nueva Caledonia.

## Carrera
Debutó jugando en el AS Pirae de la Polinesia Francesa en 2002. En 2003 regresó a su país para firmar con el AS Magenta, con el que jugó hasta que en 2010 pasaría al AS Mont-Dore. En 2012 volvió al Magenta y se retiró en 2015.

### Clubes
| Club         | País               | Año         |
| ------------ | ------------------ | ----------- |
| AS Pirae     | Polinesia Francesa | 2002 - 2003 |
| AS Magenta   | Nueva Caledonia    | 2003 - 2009 |
| AS Mont-Dore | Nueva Caledonia    | 2010 - 2012 |
| AS Magenta   | Nueva Caledonia    | 2012 - 2015 |

### Selección nacional
Jugó 24 partidos y convirtió 22 goles representando a Nueva Caledonia, lo que lo convierte en el goleador de la selección neocaledonia. Con el seleccionado obtuvo la medalla de oro en los Juegos del Pacífico de 2007 y 2011, la de plata en 2003 y el subcampeonato en la Copa de las Naciones de la OFC 2008.

## Palmarés
| Título                        | Club               | País               | Año  |
| ----------------------------- | ------------------ | ------------------ | ---- |
| Copa de Tahití                | AS Pirae           | Polinesia Francesa | 2002 |
| Plata en los J. del Pacíf. S. | Selección nacional | Nueva Caledonia    | 2003 |
| Superliga                     | AS Magenta         | Nueva Caledonia    | 2003 |
| Copa de Nueva Caledonia       | AS Magenta         | Nueva Caledonia    | 2003 |
| Superliga                     | AS Magenta         | Nueva Caledonia    | 2004 |
| Copa de Nueva Caledonia       | AS Magenta         | Nueva Caledonia    | 2004 |
| Superliga                     | AS Magenta         | Nueva Caledonia    | 2005 |
| Copa de Nueva Caledonia       | AS Magenta         | Nueva Caledonia    | 2005 |
| Oro en los J. del Pacíf. Sur  | Selección nacional | Nueva Caledonia    | 2007 |
| Superliga                     | AS Magenta         | Nueva Caledonia    | 2008 |
| Superliga                     | AS Magenta         | Nueva Caledonia    | 2009 |
| Superliga                     | AS Mont-Dore       | Nueva Caledonia    | 2010 |
| Oro en los J. del Pacífico    | Selección nacional | Nueva Caledonia    | 2011 |
| Superliga                     | AS Mont-Dore       | Nueva Caledonia    | 2011 |
| Superliga                     | AS Magenta         | Nueva Caledonia    | 2012 |
| Copa de Nueva Caledonia       | AS Magenta         | Nueva Caledonia    | 2014 |